# Деврое, Анри
Анри Деврое (нидерл. Henri Devroye; 21 октября 1884, коммуна Грас-Олонь, провинция Льеж, Бельгия — 4 апреля 1955,  Брюссель, Бельгия) — бельгийский профессиональный шоссейный велогонщик в 1904-1923 годах.

## Достижения
1905
2-й Чемпионат Бельгии — Групповая гонка
1909
7-й Тур Бельгии — Генеральная классификация
1910
2-й Тур Бельгии — Генеральная классификация
1-й — Этап 3
1911
7-й Париж — Брюссель
8-й Тур Бельгии — Генеральная классификация
10-й Тур де Франс — Генеральная классификация
1912
3-й Чемпионат Бельгии — Групповая гонка
8-й Тур де Франс — Генеральная классификация
1913
7-й Париж — Брюссель
1914
4-й Париж — Тур

## Статистика выступлений

### Гранд-туры
| Гранд-тур      | 1911 | 1912 | 1913 | 1914 | 1915 | 1916 | 1917 | 1918 | 1919 | 1920 |
| -------------- | ---- | ---- | ---- | ---- | ---- | ---- | ---- | ---- | ---- | ---- |
| Джиро д’Италия | —    | —    | —    | —    | НП   | НП   | НП   | НП   | —    | —    |
| Тур де Франс   | 10   | 8    | НФ   | 22   | НП   | НП   | НП   | НП   | —    | НФ   |

| —  | Не участвовал                                               |
| НП | Соревнование не проводилось в связи с Первой мировой войной |
| НФ | Не финишировал                                              |